# Betty Batoul
 (avril 2023).
Œuvres principales
Autobiographie : Un coquelicot en hiver ? pourquoi pas...
Guide pratique : OCCI DoLiR, la méthode
Betty Batoul Ben el Hiouel, alias Betty Batoul, née le 16 octobre 1964 à Ixelles en Belgique, est une écrivaine belge-marocaine de langue française et militante active des droits de l'homme en Belgique et au Maroc, et plus précisément de la lutte contre les violences faites aux femmes et des abus sexuels sur les enfants.

## Biographie
Betty Batoul est la fille de Jeanine Van der Schueren, Belge [née de père wallon (Bruxelles) et de mère flamande (Courtrai)], et de Kaddour Ben el Hiouel, Marocain originaire de la région de Guercif.
L'enfance de Betty Batoul se déroule entre la Belgique (Bruxelles, Waterloo, Charleroi, Namur, Dinant, Beauraing, etc.) et le Maroc (région de Guercif, Oujda et El Jadida) où elle poursuit ses études dans les deux langues.
En 1994, elle épouse Pascal Laurent ; elle a quatre enfants, Julien, Louis, Pierre et Jean.
Elle vit à Ham sur Sambre dans la commune de Jemeppe-sur-Sambre.

## Carrière professionnelle
Après plusieurs expériences professionnelles dans le secrétariat (Abbaye de Maredsous et le Centre informatique et Bible), les banques (Crédit général, Nagelmaeckers), l'expertise automobile (Bureau Legrand et Cetex), la consultance (Temafield), elle intègre en août 1999 le groupe Alstom Transport (Charleroi) dans le département signalisation ferroviaire en tant qu'assistante du vice-président Railways.
En parallèle, elle reprend ses études en cours du soir. Après avoir réussi un graduat en informatique de gestion (Aumôniers du Travail, Charleroi, 2001-2004), elle obtient une Licence spéciale en fiscalité (Fucam, Mons, 2009).
Elle est nommée au poste de Cost & Planning Manager en 2004 et travaille sur des offres de signalisation ferroviaire nationales et internationales dans lesquelles le système ERTMS est proposé.
En 2008, elle est nommée au poste de Bid Manager et prend en charge la responsabilité d'offres complètes telles que le marché TBL pour la SNCB ou le métro de Charleroi pour le TEC (Transport en commun).
En 2016, elle est engagée par la Croix-Rouge de Belgique pour assurer la fusion de deux entités de la région de Namur.
En 2020, elle est engagée au Service public de Wallonie et plus précisément au SPW Finances mais elle est gravement contaminée par le Covid et est prise en charge aux soins intensifs. Après une courte convalescence, elle rejoint le pool DG et plus précisément la cellule PMO.
En 2023, elle réussit un jury et obtient un poste d'expert à la Région Wallonne et coordonne désormais le portefeuille de projets Finances pour la Wallonie.
Mais en 2024, c'est un nouveau coup dur pour Betty qui doit faire face à un cancer du sein ; celle-ci ne tarde pas à communiquer sur l'importance de la prévention.

## Son action
En 2014, aux côtés des autorités communales, elle inaugure le premier Salon du livre et des artistes (SLAR) à Sambreville,.
Elle organise des événements de mobilisation pour dire non à la violence comme la manifestation One Billion Rising et le festival du sourire à Namur, la fête du sourire à Sambreville, le Freedom Festival, no violence we dance en 2015 afin de sensibiliser les jeunes à la danse sans violence. L'expérience est renouvelée en 2019 avec le Succ'estival.
Elle est élue Femme de Paix de Belgique pour ses actions en faveur de la paix. Elle est reçue par le Roi lors d'une cérémonie au palais de Laeken le 8 mai 2012.
Depuis 2018, son association propose aux professionnels de terrain (policiers, magistrats, services de première ligne...) des ateliers de sensibilisation à l'accueil des victimes, toujours basés sur son expérience.

## Publications et documentaires

### Publications
- Un coquelicot en hiver? Pourquoi pas..., récit autobiographique, Tome I : violence et résilience, 2010
- La tradition de Beaufort, roman, 2012
- Toutes ces gouttes..., récit autobiographie, Tome II : l'effondrement, 2014
- La corde au cou ou le stylo à la main, récit autobiographique écrit en collaboration avec Jeanine Van der Schueren (maman de Betty Batoul), 2015
- OCCI DoLiR, la méthode des gens heureux, guide pratique de conseils pour grand bonheur, 2018
- Dis Papy, c'est quoi ton jeu? livre jeunesse à partir de 8 ans : la découverte d'un mode de vie sans tablettes mais aussi passionnante qu'un jeu.
- Ex-voto, récit autobiographie, Tome III: renaissance et reconnaissance, 2023
- Ouvre et découvre, guide en développement personnel, 2024

### Documentaires
- Les coquelicots blancs d'Auschwitz.., 2015: documentaire réalisé à Auschwitz, en devoir de mémoire aux victimes du plus grand massacre de l'histoire.
- reVivre, 2016: documentaire mettant en évidence le déclic des victimes, leur vie après la violence, en guise d'espoir pour toutes celles qui vivent encore sous emprise.

## Prix et distinctions
- septembre 2010: prix Condorcet-Aron pour la démocratie, pour son engagement à lutter pour une meilleure démocratie AVEC les femmes[12]
- novembre 2010: Mérite culturel, remis par la commune de Jemeppe-sur-Sambre (en wallon Djimepe-so-Sambe), où elle réside, pour la qualité de son roman[13]
- décembre 2011: titre honorifique de « Femme de paix 2011 », pour son combat pour la paix[14],
- mai 2012: elle est reçue au Palais de Laeken par le roi Albert II et la reine Paola pour une cérémonie d'hommage en tant que Femme de Paix[10]
- mars 2014: elle est reçue au Château de Laeken par le roi Philippe et la reine Mathilde dans le cadre de la journée de la femme. Elle fait partie des 12 femmes du pays invitées à un déjeuner en compagnie des souverains belges[15].
- mars 2018: elle devient citoyenne d'honneur de sa commune, Jemeppe-sur-Sambre[16],[17]